# Amapola Flyg
Amapola Flyg — пасажирська та вантажна авіакомпанія, що базується в Стокгольмі, Швеція. Вона здійснює вантажні послуги від імені шведської пошти, Jetpak і MiniLiner з аеропорту Маастрихт Аахен і своєї головної бази в аеропорту Стокгольм-Арланда.
Авіакомпанія була створена та розпочала свою діяльність у 2004 році, щоб взяти на себе поштові послуги, які раніше надавалися Falcon Air. Вона повністю належить Salenia (шведська інвестиційна компанія) і має близько 50 співробітників. 1 липня 2018 року авіакомпанія Amapola Flyg розпочала пасажирські авіасполучення на регіональних маршрутах у Швеції. Amapola Flyg співпрацює зі шведською авіакомпанією Svenska Direktflyg під час бронювання, через вебсайт якої можна забронювати рейси.
Після краху ірландської Stobart Air авіакомпанія обслуговувала рейси PSO (зобов'язання щодо державних послуг) з Дубліна до Донегалу з липня 2021 року по лютий 2022 року.

## Напрямки
Це список напрямків, які обслуговує Amapola Flyg (пасажирські рейси):
| Країна    | Місто        | Аеропорт                 | Примітки  | посилання |
| --------- | ------------ | ------------------------ | --------- | --------- |
| Швеція    | Енгельгольм  | Енгельгольм-Гельсінгборг | Припинено |           |
| Швеція    | Гетеборг     | Гетебор                  | Припинено |           |
| Швеція    | Гагфорс      | Гагфорс                  |           |           |
| Швеція    | Гальмстад    | Гальмстад                | Припинено |           |
| Швеція    | Гемаван      | Гемаван                  |           |           |
| Швеція    | Крамфорс     | Крамфорс                 |           |           |
| Швеція    | Люкселе      | Люкселе                  |           |           |
| Швеція    | Мальме       | Мальме                   | Припинено |           |
| Швеція    | Ерншельдсвік | Ерншельдсвік             | Припинено |           |
| Швеція    | Естерсунд    | Естерсунд                | Припинено |           |
| Швеція    | Шеллефтео    | Шеллефтео                | Припинено |           |
| Швеція    | Стокгольм    | Стокгольм-Арланда        | База      |           |
| Швеція    | Стокгольм    | Стокгольм-Бромма         |           |           |
| Швеція    | Сундсвалль   | Сундсвалль               | Припинено |           |
| Швеція    | Турсбю       | Турсбю                   |           |           |
| Швеція    | Вільгельміна | Вільгельміна             |           |           |
| Швеція    | Вісбю        | Вісбю                    | Припинено |           |
| Фінляндія | Гельсінкі    | Гельсінкі                | Припинено |           |
| Фінляндія | Йоенсуу      | Аеропорт Йоенсуу         | Припинено |           |
| Ірландія  | Донегол      | Донегол                  | Припинено | [ 7 ]     |
| Ірландія  | Дублін       | Дублін                   | Припинено | [ 7 ]     |

## Флот

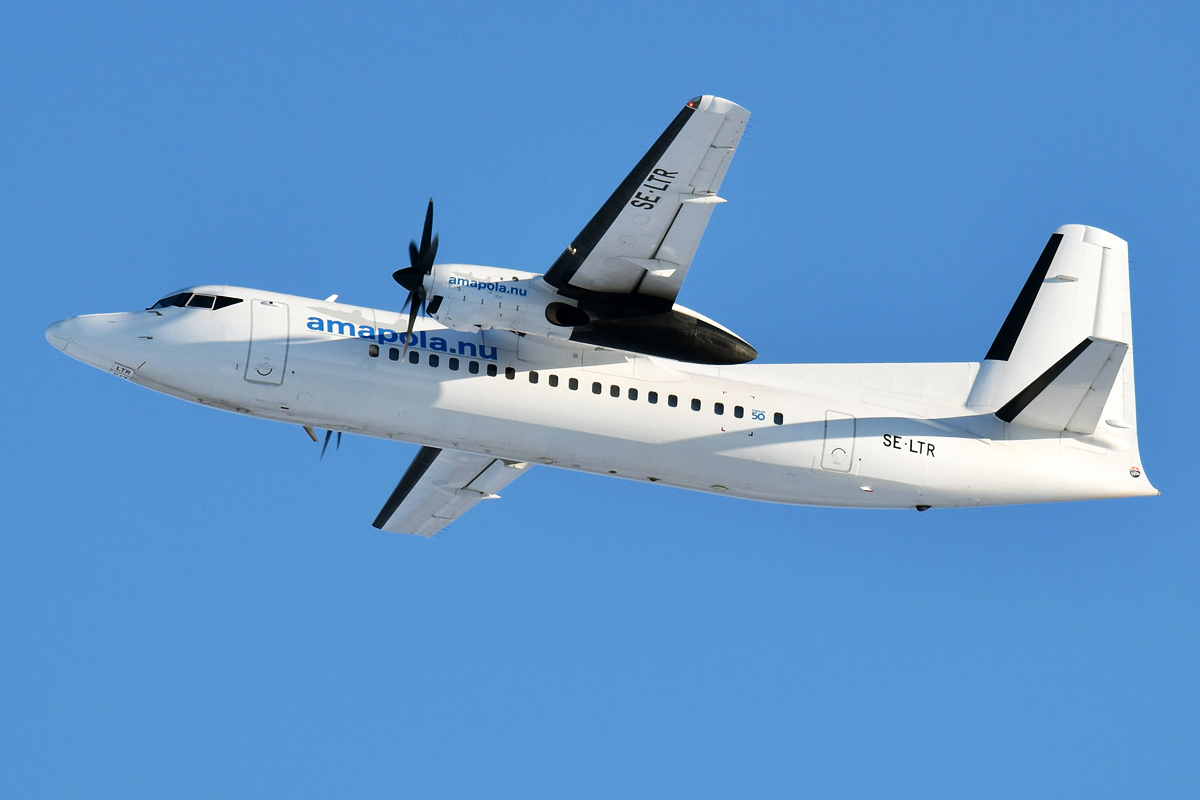
Fokker 50 компанії Amapola Flyg

Станом на червень 2022 року флот Amapola Flyg складається з таких літаків:
| Літак               | В обслуговуванні | Замовлення | Пасажири  |
| ------------------- | ---------------- | ---------- | --------- |
| Фоккер 50           | 6                | —          | 50        |
| Fokker 50 Freighter | 5                | —          | вантажний |
| Всього              | 11               |            |           |